# Småplanet
En småplanet eller planetoid (Small Solar System Body (SSSB)) är en mindre himlakropp i bana runt solen men med betydligt mindre dimensioner än de vanliga planeterna. Någon bestämd gräns för vad som är en småplanet finns inte. 
De flesta kända småplaneterna finns i asteroidbältet mellan Mars och Jupiter och kallas asteroider. Där finns till exempel Ceres, den första upptäckta småplaneten; numera räknas den dock som en dvärgplanet.
Trojanska asteroider kallas småplaneter som färdas i lagrangepunkterna, ungefär 60 grader före eller efter, i samma omloppsbana som en större planet. Man har upptäckt en handfull sådana i omloppsbanorna till Mars och Neptunus. Ett exemplar, 2010 TK7 har hittills hittats i jordens omloppsbana. I Venus och Merkurius omloppsbanor har man inte hittat några. Man har inte heller hittat några i Saturnus eller Uranus omloppsbanor, men i dessa fall skulle en sådan omloppsbana inte vara stabil över längre tidsperiodier.
Den stora gruppen av trojanska asteroider, de så kallade Trojanerna, färdas i Jupiters bana. Svärmen framför Jupiter (Achillesgruppen) är nästan dubbelt så stor som den bakom (Patroklosgruppen). 
Småplaneter har på senare tid upptäckts i Kuiperbältet utanför Neptunus. Här finns Quaoar och Sedna.
Sedan augusti 2006, då en internationell astronomkonferens beslöt om saken, räknas Pluto som en dvärgplanet. Detta är en nyinrättad kategori som är en del av kategorin småplanet. Även Ceres, Eris, Haumea och Makemake räknas som dvärgplaneter.

## Namngivning
Småplaneter får normalt sitt namn på förslag av upptäckaren. 
En observation som gjorts vid minst två nätter och som inte direkt kan identifieras med något annat objekt rapporteras till Minor Planet Center. MPC ger då objektet en ny provisorisk beteckning.
Efter detta försöker man spåra om det går att identifiera detta nya objekt med något annat som tidigare har observerats. Om det går att koppla samman två eller fler observationer upphöjs vanligtvis den äldsta provisoriska beteckningen till huvudbeteckning. Varje fall bedöms dock för sig.
Under en tid följs sedan observationen upp under upp till flera månader. Nya försök till observationer görs sedan under fler gynnsamma observationstillfällen, vanligtvis under de följande oppositionerna.
Om objektet kunnat spåras under flera oppositioner, normalt fyra, får objektet en permanent beteckning i form av ett löpnummer. Undantag från denna regel är inte ovanligt om objektet är anmärkningsvärt som till exempel jordnära objekt. Upptäckaren definieras nu som den som gjorde den upptäckt som gav en huvudbeteckning.
Upptäckaren ges sedan privilegiet att ha förtur till att namnge objektet under en tioårsperiod. Upptäckaren skickar sitt förslag till namn till en kommitté inom Internationella astronomiska unionen tillsammans med en förklaring.
IAU:s kriterier är att namnet:
- får innehålla högst 16 tecken inklusive mellanslag
- utan mellanslag föredras
- ska vara möjligt att uttala
- inte får vara stötande
- inte är för likt något annat namn på en småplanet, planet eller måne

Namn på personer som är kända för sina politiska eller militära bedrifter accepteras om det gått minst 100 år sedan händelsen. Namn på kommersiella produkter och organisationer avslås.

### Ett exempel
Den 10 oktober 1986 upptäckte Duncan Waldron ett objekt som fick den provisoriska beteckningen: 1986 TO. Observationen kunde kopplas samman med en observation från 1983 med beteckning: 1983 UH. Några år senare gavs den en numrering: 3753 och snart ett namn: Cruithne, efter den iriska benämningen på pikterna.

### Fotnoter
1. ↑  ”Planetoid”. Nationalencyklopedin. http://www.ne.se/uppslagsverk/encyklopedi/l%C3%A5ng/planetoid. Läst 17 februari 2016.

## Övrig litteratur
- Lutz D. Schmadel: Dictionary of Minor Planet Names. 5th ed. (Berlin: Springer, 2003). ISBN 3-540-00238-3.